# Little 15
«Little 15» és el vint-i-unè senzill de Depeche Mode i el quart de l'àlbum Music for the Masses.
Inicialment no havia de ser llançada com a senzill, de fet, amb prou feines va entrar a la llista final de l'àlbum, però un segell discogràfic francès hi va insistir fins que la banda va acceptar. Llavors va esdevenir una cançó força popular que fins i tot va entrar a la llista britànica de senzills, tanmateix, encara és el segon senzill amb la posició més baixa en aquesta llista, només superant  «Dreaming of Me». Irònicament, a França no va entrar en la llista de senzills i sí que ho va fer en altres països com Alemanya, Àustria o Suïssa.
El videoclip fou dirigit per Martyn Atkins, que ja havia col·laborat anteriorment amb la banda però no com a director de videoclip. Aquest fou filmat a la Trellick Tower de Londres. Tracta el concepte del temps que s'esgota, des de l'inici es veu un rellotge marcant l'hora que transmet la sensació de falta de temps i la desesperació per acabar les coses. Posteriorment també fou inclòs en el compilatori The Videos 86−98.
Degut el caràcter minimalista, la cançó només va aparèixer en la gita World Violation Tour, en forma acústica, ja que només requeria la musicalització d'Alan Wilder amb sintetitzador a mode piano.

## Llista de cançons
7": Mute/Little15 (Regne Unit)
1. "Little 15" – 4:16
2. "Stjärna" – 4:25

12": Mute/12Little15 (Regne Unit)
1. "Little 15" – 4:16
2. "Stjärna" – 4:25
3. "Sonata No. 14 in C#m (Moonlight Sonata)" – 5:36

CD: Mute/CDLittle15 (Regne Unit, 1991 i 2004), Sire/Reprise 40319-2 (Estats Units, 1991) i Reprise CDLittle15/R2 78891F (Estats Units, 2004)
1. "Little 15" – 4:16
2. "Stjärna" – 4:25
3. "Sonata No. 14 in C#m (Moonlight Sonata)" – 5:36

- "Little 15" i "Stjärna" foren compostes per Martin Gore mentre que "Moonlight Sonata" per Ludwig van Beethoven.